# MechCommander
MechCommander è un videogioco strategico in tempo reale, con visuale isometrica, in cui si è al comando di un'unità di mech. È stato pubblicato da MicroProse nel 1998 per Microsoft Windows ed è basato sul gioco da tavolo BattleTech, creato dell'editore FASA, da cui si è ispirata anche la serie MechWarrior.
Ne esiste anche un'espansione (MechCommander: Desperate Measures), successivamente inclusa nella versione "Gold", oltre a un seguito, MechCommander 2, uscito nel 2001.
MechCommander, MechCommander GOLD e MechCommander 2 sono divenuti prodotti freeware nel 2006.
Il gioco dispone di una colonna sonora creata dal compositore statunitense Duane Decker.

## Trama
L'ambientazione generale è quella di BattleTech, dove l'umanità ha colonizzato una larga porzione di Via Lattea, poi suddivisa in Stati interstellari controllati da dinastie nobiliari guerrafondaie. In conseguenza di ciò, la galassia è divenuta teatro di ostilità interminabili. I mech detti BattleMech, macchine imponenti e avanzate, in genere antropomorfe, condotte da un'élite di piloti chiamati MechWarrior, sono determinanti sui campi di battaglia.
Nel 3050, i discendenti dei militari inquadrati nella Forza di Difesa della Lega Stellare, che al termine della lotta civile del XXVIII secolo si erano allontanati dalla Inner Sphere, tornarono minacciosi dalla lontana periferia: ebbe così inizio, con l'Operazione Revival, l'Invasione dei Clan. Tale campagna aveva come "obiettivo formale" quello di liberare la popolazione della Inner Sphere dall'avidità e la corruzione degli Stati Successori e di riunirli sotto l'egida di una seconda Lega Stellare.
Nel 3058, le cinque Grandi Casate rifondano la Lega Stellare e ne approntano l'esercito: la Forza di Difesa della Lega Stellare. La Task Force Serpent, l'unità multinazionale prescelta per destabilizzare le forze dei Clan, nel 3059 attuò l'Operazione Bird Dog, un'azione guerriglia tesa a preparare una vera e propria campagna militare con lo scopo di riscattare la Zona di Occupazione Smoke Jaguar. Uno degli obiettivi principali di questa prima missione era quello di liberare Port Arthur, un pianeta rilevante per i rifornimenti di piattaforme orbitali e spazioporti di grandi dimensioni.
I MechCommander (ufficiali di rango delle Forze Armate del Commonwealth Federativo, nazione nata dal "matrimonio" fra i Soli Confederati e il Commonwealth Lirico), vengono impiegati per la prima volta proprio durante la riconquista di Port Arthur.
Nel contesto attuale, nel quadro dell'Operazione Bird Dog, la compagnia Zulu del 1º Reggimento delle Guardie di Davion, sotto la supervisione del colonnello Reese (compagnia appartenente alla Task Force Serpent e al Commonwealth Federativo), diventa la protagonista nella cattura delle forze Smoke Jaguar presenti su Port Arthur.

## Modalità di gioco
Il gioco è uno strategico/tattico in cui si deve organizzare l'azione di un pool di mech.

Nei livelli impegnativi, al fine di facilitare le missioni più lunghe, gli sviluppatori hanno messo a disposizione dell'utenza, veicoli di assistenza che prestano soccorso ai mech danneggiati, o rimasti sprovvisti di munizionamento.
Risulta proficuo usufruire della morfologia di ciascuna mappa per organizzare la tattica di gioco (preparando, a titolo di esempio, strategie di imboscata).
In alcune occasioni, al giocatore vengono resi disponibili particolari interventi di gioco, come l'appoggio tattico di aerei bombardieri, sonde che individuano la posizione dei segnali radar nell'area designata, aerei spia che rivelano direttamente porzioni dell'area di gioco occultate mediante il metodo della fog of war.

### MechWarrior
I piloti dei BattleMech (definiti MechWarrior) nel corso della battaglia possono patire danni fisici o subire la perdita della vita. In caso di ferimento, al pilota vengono sottratti punti-vita, che potrà recuperare, con maggiore rapidità, non venendo riassegnato alla missione seguente.
Non tutti i piloti possono, fin dalle prime battute, essere posti alla guida dei BattleMech dotati di una superiore potenza: le loro capacità, infatti, si evolvono nel corso delle missioni (attitudine alla mira, al manovrare, all'interpretazione dei sensori di bordo, ecc.), incrementando anche il loro livello di esperienza.
Quattro sono i livelli di esperienza conseguibili per un MechWarrior e permettono di pilotare mech con classe di stazza sempre maggiore.
A seconda dell'esperienza maturata, i MechWarrior possono pilotare con maggior profitto i vari modelli di mech presenti in MechCommander. Assegnare a un pilota i comandi di uno chassis che non è qualificato a condurre, determina una diminuita potenza d'attacco del BattleMech, la cui entità è in rapporto di correlazione con la differenza di abilità posseduta.

### BattleMech
Il gioco offre tipologie di mech (definiti BattleMech) di classi distinte: Leggero, Medio, Pesante e d'Assalto. In MechCommander, le possibilità di personalizzazione dei vari modelli sono ridotte, limitandosi alle sole varianti di configurazione:
- Armour: variante che predilige lo spessore dell'armatura, a scapito della capacità di installare armi;
- Weapon: configurazione che predilige la capacità di carico delle armi, alla protezione fornita dalla corazza;
- Jump: variante munita di jet di salto (per eseguire moderati balzi), ma con minori possibilità dal lato corazza e armi.

Una volta determinato modello e variante, sarà possibile personalizzare il BattleMech con armi e sensori, tenendo conto del limite di carico. Solo su alcuni modelli poi è consentito installare sensori e sistemi di occultamento radar di tipo avanzato, a prescindere dal carico massimo previsto per ciascun modello.
Sono presenti anche alcuni veicoli di supporto, come i blindati da ricognizione, i posamine, i dragamine e le postazioni radar mobili.

## MechCommander GOLD
MechCommander GOLD, uscito nel 1999, sviluppato FASA Studio e pubblicato da Hasbro Interactive, è la versione di MechCommander che include l'espansione MechCommander: Desperate Measures; contiene anche una nuova campagna, sei nuovi BattleMech ed ulteriori armi. Inoltre, in tale edizione è possibile selezionare il livello di difficoltà. A differenza del gioco base, non è disponibile la localizzazione in lingua italiana.